# Marat Abiyev Zhaksylykovich
Abiyev Marat Zhaksylykovich (cirílico kazajo: Әбиев Марат Жақсылықұлы, nació el 6 de septiembre de 1982) — es un empresario kazajo, autor del libro «El sueño kazajo» y el millonario más joven, según la revista «Forbes Kazakhstan», que en el mes de noviembre de 2013 tenía un patrimonio cifrado en 11 millones de dólares estadounidenses.
Gracias a los esfuerzos de Marat y de su equipo de profesionales jóvenes casi el 80 % de las empresas kazajas del sector de extracción de gas y de petróleo tuvieron la posibilidad de conocer y comenzar a comprar los tubos y sus accesorios de producción kazaja.

## Biografía
Marat Abiyev Zhaksylykovich nació el 6 de septiembre de 1989 en la ciudad de Kandyagash, la región de Aktobe, República Kazajistán
En 1999, a causa de la crisis económica, la familia de Abiyev se trasladó a Aktobe, la capital de la antedicha región.

### Familia
El padre, Abiyev Zhaksylyk Medihatovich, cursó los estudios superiores en la KazEFP “V.Lenin”, habiendo escogido como la rama de sus estudios “Maquinaria y equipaje del sector de extracción de gas y de petróleo”. Más tarde él trabajó en las organizaciones y empresas siguientes: “Expedición de prospección de los yacimientos de petróleo” de Aktobe en calidad de operador de motores diésel; Dirección de los trabajos de perforación “Oktiabr” en calidad de mecánico y director de taller; Base central de mantenimiento técnico de unidades de trabajo - ingeniero principal; TOO KKBK "Gran muralla" en calidad de director de taller. En los últimos años de su vida él trabajaba como vicedirector responsable por las cuestiones relativas al trabajo operativo de la RGKP «Ak Beren», habiendo obtenido en aquel periodo de su vida el grado militar de teniente coronel.
La madre, Tamara Abiyeva Asauhanovna, es profesora que imparte el curso  "Arquitectura y las construcciones de construcción" en una de las escuelas superiores del país, poseedora del título de campeón de ajedrez de la República soviética socialista de Kazajistán.
Marzhangul Zhaksylyk Zhaksylykovna, hermana, estudiante de KAZ GUU.
Terminados los estudios en la escuela secundaria, Marat Abiyev continuó sus estudios en la Escuela técnica cooperativa de Aktobe y en 2009 terminó el programa de estudios «Sistemas automatizados de procesamiento de información y de su gestión».
En 2002 empezó a ocuparse de marketing multinivel.
Desde 2003 hasta 2005 trabajó como productor discográfico de varios grupos musicales de Aktobe que cantaban rap. 
En 2004 fundó la compañía «AAA Тechnology», que erogaba los servicios de mantenimiento ordenadores y sus accesorios.

Desde 2007 M.Z. Abiyev comenzó a trabajar como un empresario privado independiente, habiendo fundado entonces las compañías «W» y «TI – outsourcing». La compañía «W» - es un estudio web que obra en el campo de creación, elaboración de design y mantenimiento técnico de los sitios web. Esa era una de las primeras compañías en el mercado de la región de Aktobe que ofrecía los servicios relativos a la creación de sitios web. El estudio Web «W» era condecorado con la medalla «El mejor prestador de servicios». La compañía, en particular, erogaba los servicios de soporte tanto parcial como completo de trabajos, así como los servicios de mantenimiento y de modernización de la infraestructura IT de varias compañías.
En 2009 Marat fundó la TOO «Evromobayl Kazajistán» que principalmente prestaba los servicios de monitoraje de desplazamiento vehículos realizado con empleo de comunicación satelital. 
En 2011 Marat fundó la SRL «Casa de comercio KSP Steel». La «Casa de comercio KSP Steel» fue fundada con el objetivo de garantizar el aumento de la venta de la producción de la SL «KSP Steel» que en aquel entonces era el único productor kazajo de los tubos de acero sin juntas soldadas destinados para el uso en el sector de extracción de gas y de petróleo.
Gracias a la actividad de la «Casa de comercio KSP Steel» más del 80 % de las empresas kazajas del sector de extracción de gas y de petróleo tuvieron la posibilidad de conocer los tubos y sus accesorios de producción kazaja y, de tal manera, comenzaron a comprarlos en vez de los que antes las dichas empresas compraban a los suministradores que ofrecían los tubos exclusivamente de producción extranjera.
La «Casa de comercio KSP Steel» obtuvo merecidamente varias condecoraciones, entre las cuales la medalla «Mejor propuesta de mercancía», diploma «Escojamos el producto kazajo», medalla «Europa – Ásia – la cooperación sin fronteras». 
En 2012 fue iniciada la fundación de la RPJ «Asociación de los productores de Kazajistán». El objetivo principal de la Asociación es «la protección y el apoyo de los productores nacionales». 
Además Abiyev es el fundador de las compañías en Gran Bretaña y Federación de Rusia que se ocupan de la venta de los productos kazajos. También Marat participa en las operaciones de venta y suministro internacional de metal, productos alimenticios y equipaje médico, en particular de la venta y suministro a la República Islámica de Irán de los dichos productos producidos en Gran Bretaña, Federación de Rusia, Turquía, República popular China, Bielorrusia etc.

## Patrimonio
Según la estimación hecha por la revista “Forbes Kazakhstan” en noviembre de 2013, el patrimonio que posee Marat Abiyev se cifra en 11 mln. de dólares de los EE. UU.

## Hechos adicionales
El portal oficial Kapital.kz reconoció Marat Abiyev como  “Persona del año 2013”. Junto con Marat, dicho título fue conferido a: Nursultan Naszarbaievel, Grigori Marchenko, Kenes Rakishev y Mijail Lomtadsze